# Thunnus (Thunnus)
Pour le genre, voir Thunnus.
Sous-genre
Thunnus (Thunnus) est un sous-genre de thons.

## Systématique
Le sous-genre Thunnus (Thunnus) n'est reconnu ni par FishBase ni par le WoRMS.

## Liste des espèces
- Thunnus alalunga (Bonnaterre, 1788) — Germon.
- Thunnus maccoyii (Castelnau, 1872) — Thon rouge du Sud.
- Thunnus obesus (Lowe, 1839) — Thon obèse.
- Thunnus orientalis (Temminck & Schlegel, 1844) — Thon rouge du Pacifique
- Thunnus thynnus (Linnaeus, 1758) — Thon rouge de l'Atlantique.